# Danmarks ambassade i Sofia
Danmarks ambassade i Sofia er Danmarks diplomatiske repræsentation i Bulgarien. Ambassaden blev etableret i 1990 efter Bulgariens demokratiske revolution og åbningen af landet mod omverdenen.
Ambassadens primære opgave er at fremme danske interesser i Bulgarien og arbejde for at styrke samarbejdet mellem Danmark og Bulgarien på en række områder, herunder politik, økonomi, handel, kultur og videnskab.
Ambassaden arbejder også for at fremme dansk erhvervsliv og turisme i Bulgarien ved at samarbejde tæt med danske virksomheder og organisationer og arrangere besøg og messer.
Ambassaden yder også konsulær bistand til danske borgere i Bulgarien, f.eks. ved pas- og visumansøgninger, og bistand i tilfælde af ulykker, sygdom og dødsfald.
Ambassaden i Sofia ledes af ambassadøren Fleming Stender og består af en række afdelinger, herunder politisk afdeling, økonomisk afdeling, handelsafdeling og konsulær afdeling.
Ambassaden samarbejder tæt med Bulgariens regering, EU-institutioner i Sofia og andre internationale organisationer i Bulgarien, herunder NATO og FN.